# Vathorst
Vathorst is een Vinex-wijk in de stad Amersfoort in de Nederlandse provincie Utrecht. Hier is in 2001 begonnen met de bouw van 11.000 woningen. De wijk bevindt zich ten noorden van Amersfoort op het grondgebied van de voormalige gemeente Hoogland. Ook is voor de wijk het grondgebied van de gemeente Amersfoort uitgebreid ten koste van Nijkerk en de voormalige gemeente Hoevelaken. De wijk omringt het gehele gebied rondom het dorp Hooglanderveen. Vathorst is genoemd naar de boerderij Vathorst, waarbij de betekenis van "vat" onbekend is en "-horst" verwijst naar een beboste dekzandheuvel. Deze boerderij staat aan de Heideweg 85 en is de eerste boerderij op de Heideweg voor wie vanuit Vathorst naar Hooglanderveen gaat.

## Voorzieningen

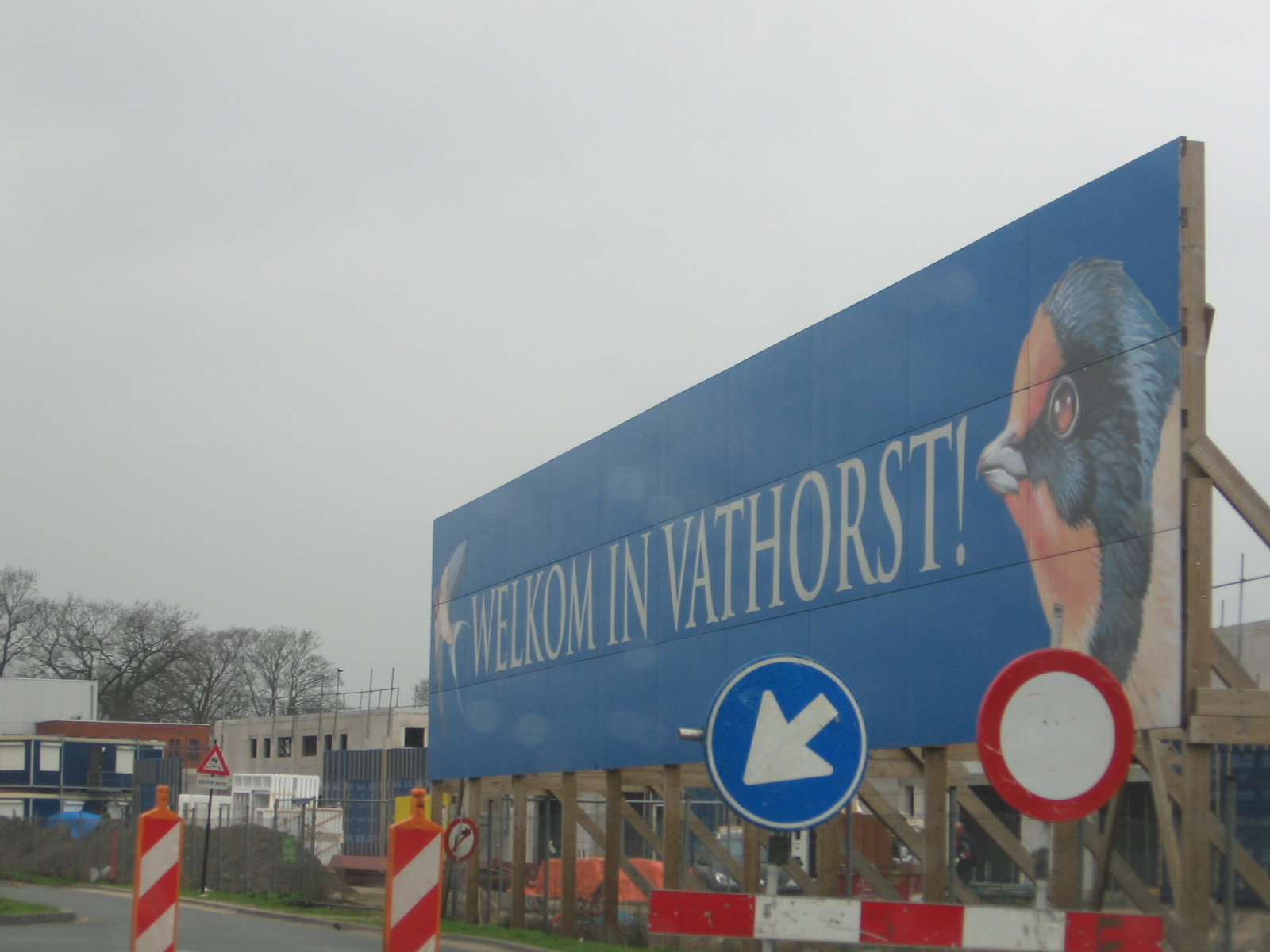
Wie de wijk binnenkwam zag dit bord: 'Welkom in Vathorst'

De wijk Vathorst bestaat uit verschillende buurten: De Laak, De Velden en De Bron zijn de in het oog springende woongebieden. Naast woningen zijn er winkels, bedrijven, zorginstellingen, onderwijsinstellingen, sportfaciliteiten en cultuurcentra in Vathorst. Langs de snelweg A1 ligt bedrijvenpark Vathorst ter grootte van 45 hectare (bruto), in 2006 heeft meubelgroothandel IKEA een vestiging geopend op het bedrijvenpark. Verder vinden we hier vestigingen van Loods5, Karwei, Kees Smit Tuinmeubelen en diverse keukenbedrijven.
Aan de noordzijde van Vathorst langs de A28 zou de kantorenlocatie Podium worden gerealiseerd met 135.000 m² kantoorruimte.
In 2021 is gestart met de bouw van woningen op deze plek omdat de kantoorbehoefte veel minder was dan gedacht.
Het hoofdwinkelcentrum van Vathorst omvat bij voltooiing naar verwachting circa 18.000 m² aan winkels. Anno 2024 zijn o.a. de Action, HEMA en Intertoys hier gevestigd.
Station Amersfoort Vathorst is op 27 mei 2006 in gebruik genomen. Het station telt drie perrons en er vertrekken sprinters richting Amersfoort–Utrecht/Hilversum–Amsterdam en richting Zwolle.
In de wijk is een warmte-krachtcentrale opgenomen in de oksel van de spoorlijn Amersfoort-Zwolle en de ontsluitingsweg van de wijk Vathorst naar de A28.
Op 3 september 2007 vond de officiële opening plaats van 'De Kamers', een cultuurcentrum in Vathorst. De Kamers is in 2012 failliet gegaan.
Op 25 september 2008 vond de officiële opening plaats van 'Natuurboerderij de Brinkhorst', een kinderboerderij in Vathorst. De Brinkhorst is tot heden de plek om jong en oud kennis te laten maken met mens en natuur.

## Buurten

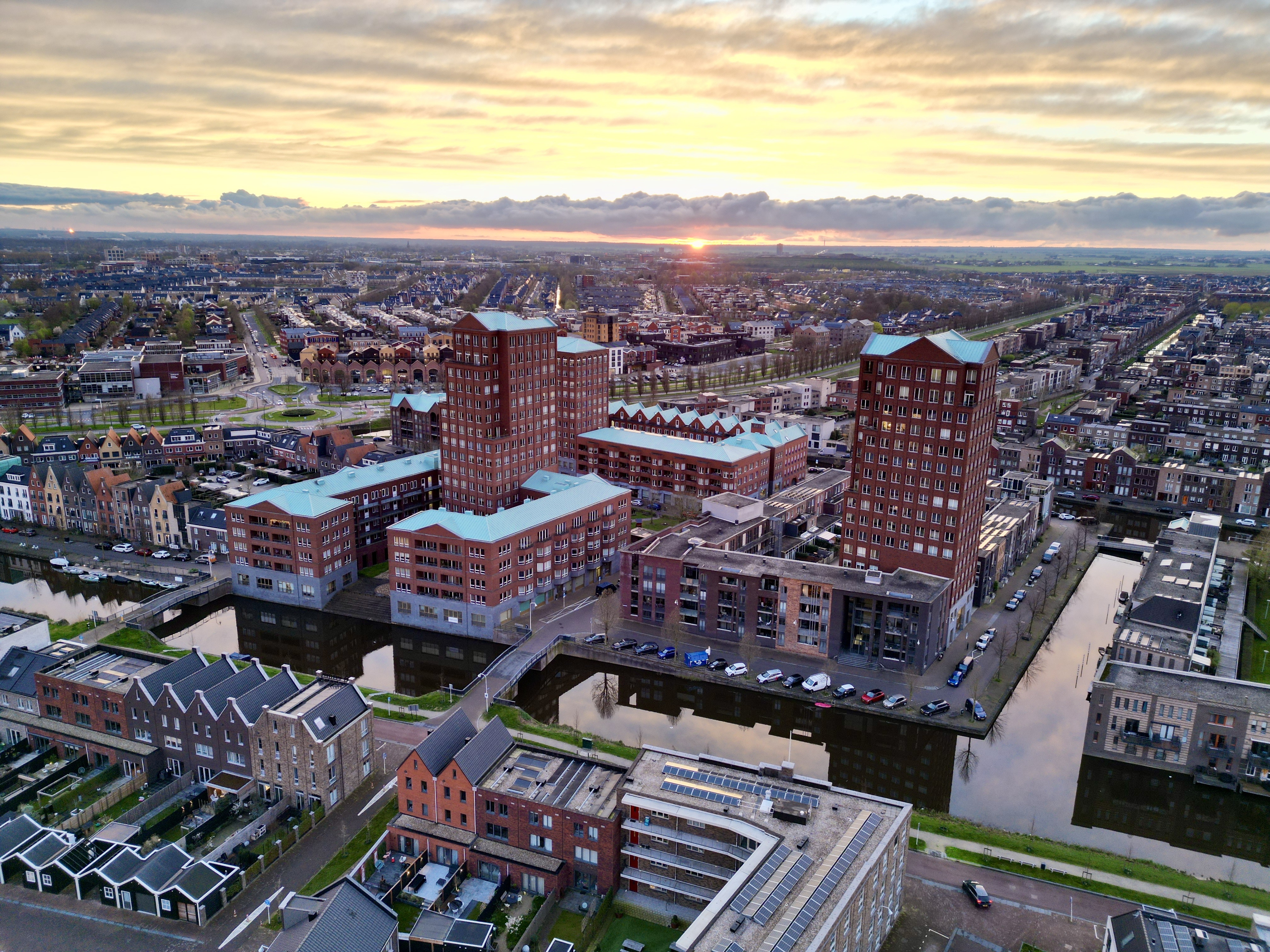
Vathorst De Laak, ter hoogte van de Genemuidengracht

### De Laak
De Laak, een eigentijdse grachtenbuurt aan de rand van Vathorst. De noordkant grenst aan rivier de Laak en staat zo in verbinding met de randmeren. Het gebied wordt gekenmerkt door rechte straten, opvallende 'grachtenpanden' direct aan het water, wooneilanden, kades en vlonders. 

### Waterdorp
Waterdorp grenst direct aan De Laak en kan als een uitbreiding hiervan worden gezien. Het waterrijke karakter is verder doorgevoerd. Er zijn grachten en singels te vinden, waardoor veel huizen aan het water liggen. De historische Hogesteeg, met doorlopende bomenrij, accentueert het dorpse karakter. Smalle, kronkelende straten, laagbouw en verschillende type woningen naast elkaar.

### De Bron
De Bron is een karakteristieke wijk met bestaande houtwallen en een waterplas midden in de wijk. De Bron wordt omringd door een rand met diverse woningen, ook wel ‘de omlijsting’ genoemd. De tuinen liggen allemaal direct aan het water.

### De Velden
In De Velden is het historische landschap herkenbaar. Bestaande wegen, sloten, boerderijen, bomen en houtwallen zorgen voor een landelijke en groene woonsfeer. Er zijn hofjes, bruggen en het ‘Park der Tijden’ is het hart van de wijk.

## Kerken
In de wijk Vathorst zijn de volgende kerkelijke gemeenschappen actief:
- Volle Evangelie Gemeente Perspectief
- Orthodoxe Parochie Amersfoort
- Geloofsgemeenschap St. Joseph van de Rooms-Katholieke parochie Onze Lieve Vrouw van Amersfoort
- Ontmoetingskerk (Nederlandse Gereformeerde kerk)
- Protestantse geloofsgemeenschap Veenkerk
- Kruispunt Vathorst (samenwerking PKN, Christelijk Gereformeerd, Nederlands Gereformeerd)
- L!NK - Kerk van de Nazarener Amersfoort-Noord

## Wetenswaardigheden
Om de wijk Vathorst ligt een rondweg met 15 genummerde rotondes.
Er waren 16 rotondes gepland, rotonde 4 ontbreekt en had moeten liggen aan het einde van de Bergenboulevard en het begin van de Laakboulevard.
Hier is een kruising met verkeerslichten aangelegd om aan te sluiten op een toekomstige toegangsweg vanaf de N199 (Amersfoortseweg) tussen Bunschoten en de afrit 12 (Bunschoten) van de autosnelweg A1.
Vathorst heeft zijn eigen TV- en radiostation, die door 2 verschillende organisaties worden gemaakt: Vathorst TV en VathorstRadio.nl
In Vathorst De Laak vindt sinds 2022 het jaarlijkse grachtenfestival 'ViVa Vathorst' plaats. Doorgaans gehouden in de maand juni. Enkele bekende namen zoals Diggy Dex, Bastiaan Ragas en Nielson traden hier op.

## Klachten rondom ventilatie woningen
Op 17 oktober 2007 kwam Vathorst in het nieuws door aanhoudende klachten over ventilatieproblemen in de huizen, die klachten aan de luchtwegen veroorzaakten. Dit was gebleken uit een onderzoek van het Ministerie van VROM en GGD Eemland. De gemeente Amersfoort en de GGD adviseerden om regelmatig de ramen open te zetten en de filters van het systeem om te wisselen. De bewoners waren daarentegen van mening dat bij deze problemen de schuld bij de gemeente, de woningbouwvereniging en de bouwers van de huizen lag. Ongeveer 30% van de huizen in Vathorst had destijds een zogenaamd 'balanssysteem' waardoor lucht die van buiten naar binnen gaat eerst wordt verwarmd. Dit is volgens de bouwers milieuvriendelijker.